# Кейт Елізабет Расселл
Кейт Елізабет Расселл (англ. Kate Elizabeth Russell; нар. 1984) — американська письменниця. Її дебютний роман «Моя темна Ванесса», опублікований 2020 року, став національним бестселером.

## Біографія
Рассел виховували в містечку Кліфтон, штат Мен, відвідуючи Меморіальну середню школу Джона Бапста в місті Бангор, штат Мен. Згодом вона навчалася в Університеті штату Мен у Фармінгтоні, де 2006 року здобула ступінь бакалавра творчого письма, пізніше здобула ступінь магістра в Університеті Індіани та доктора філософії у галузі творчого письма в Університеті Канзасу.

## Моя темна Ванесса
Перший роман Расселл пропонує вигадану розповідь про травматичні сексуальні стосунки між головною героїнею Ванессою Вай та Джейкобом Стрейном. Вай було 15 років, коли вона, самотня учениця школи-інтернату, познайомилася зі Стрейном, її вчителем англійської літератури, невдовзі Стрейн починає з нею сексуальні стосунки, які кинуть жахливу тінь на її життя. Роман є розповіддю від першої особи, що перестрибує вперед і назад у часі серед 2000, 2007 та 2017 років, цей останній рік дав Расселл соціальний контекст руху «MeToo».
Ванесса, принаймні частково, є так званим ненадійним оповідачем через її небажання бачити себе жертвою, а Стрейна — хижаком.
«Моя темна Ванесса» була національним бестселером. Роман було обрано для перекладу та публікації у 22 країнах, невдовзі він має бути екранізованим. Роман був позитивно оцінений у низці публікацій «Моя темна Ванесса» залучила Расселл до публічної дискусії щодо інтерпретації роману та про жорстокі сексуальні стосунки загалом, а також про право особи на приватність щодо своїх минулих травм.

## Дискусії
Ще до публікації роман «Моя темна Ванесса» призвів до суперечок, коли авторка Венді К. Ортіс скаржилася, що роман Расселл набув набагато більшого розголосу, ніж її власні мемуари про її стосунки з вчителем англійської мови у 8 класі. Окрім того, Ортіс стверджувала, що «Моя темна Ванесса», яку вона не читала, має "моторошну схожість історії'' з її мемуарами. Проте, як повідомляла Associated Press, «рецензенти, які переглянули обидві книги, не побачили жодних доказів плагіату». Однак, у відповідь на коментарі в соціальних мережах і на тлі суперечок про роман Джанін Каммінс «Американський бруд» Опра Вінфрі, яка спочатку вибрала «Мою темну Ванессу» для свого впливового Книжкового клубу, скасувала свій відбір.
Через звинувачення у плагіаті Расселл зробила публічну заяву, повідомивши, що «Моя темна Ванесса» є твором про її власний досвід сексуального насильства в підлітковому віці.

## Переклади українською
- Кейт Елізабет Расселл. Моя темна Ванесса. Пер. з англійської Олени Оксенич. — Київ: Vivat, 2020. — 416 с.